# Lorenzana
Lorenzana är en ort och frazione i kommunen Crespina Lorenzana i provinsen Pisa i regionen Toscana i Italien. 
Lorenzana upphörde som kommun den 1 januari 2014 och bildade med den tidigare kommunen Crespina den nya kommunen Crespina Lorenzana. Den tidigare kommunen hade 1 195 invånare (2013).